# Xã Knute, Quận Polk, Minnesota
Xã Knute (tiếng Anh: Knute Township) là một xã thuộc quận Polk, tiểu bang Minnesota, Hoa Kỳ. Năm 2010, dân số của xã này là 519 người.